# Salifou Keita
Salifou Keita (ur. 8 października 1959) – gwinejski piłkarz grający na pozycji pomocnika. W swojej karierze grał w reprezentacji Gwinei.

## Kariera reprezentacyjna
W 1980 roku Keita został powołany do reprezentacji Gwinei na Puchar Narodów Afryki 1980. Zagrał w nim w dwóch meczach grupowych: z Ghaną (0:1) i z Algierią (2:3).